# Ljaščenko
Ljaščenko je priimek več oseb:
- Elena Ljaščenko, ukrajinska drsalka
- Nikolaj Georgijevič Ljaščenko, sovjetski general